# Macrobiotus tonollii
Macrobiotus tonollii är en djurart som tillhör fylumet trögkrypare, och som beskrevs av Giuseppe Ramazzotti 1956. Macrobiotus tonollii ingår i släktet Macrobiotus och familjen Macrobiotidae. Inga underarter finns listade i Catalogue of Life.